# ناحیه وادی العیون
ناحیه وادی العیون (به عربی: ناحیة وادی العیون) یک ناحیه در سوریه است که در منطقه مصیاف واقع شده‌است. ناحیه وادی العیون ۱۲٬۹۵۱ نفر جمعیت دارد.